# الیکایی زاپاتا
الیکایی زاپاتا (نام علمی: Ferminia cerverai) پرنده‌ای قهوه‌ای‌رنگ با اندازهٔ متوسط از راستهٔ گنجشک‌سانان و گروه الیکاییان و تیرهٔ الیکایی است و تنها عضو مونوتیپیک در سرده Ferminia و در خطر انقراض است. این پرنده در درختچه‌های متراکم مرداب زاپاتا در کوبا زندگی می‌کند.